# Gruta da Nordela
A Gruta da Nordela é uma formação geológica portuguesa localizada na freguesia de São José, concelho de Ponta Delgada, ilha de São Miguel, arquipélago dos Açores.
Esta cavidade apresenta uma geomorfologia de origem vulcânica em forma de tubo de lava com algar localizado em encosta e apresenta um comprimento de 63 m. por uma largura máxima de 2 m.